# Мриглоди Любецькі
Мриглоди Любецькі (пол. Mrzygłody Lubyckie) — присілок села Гута Любицька у Польщі, в Люблінському воєводстві Томашовського повіту, ґміни Любича-Королівська.

## Історія
6-15 липня 1947 року під час операції «Вісла» польська армія виселила зі села на приєднані до Польщі північно-західні терени 57 українців. У селі залишилося 31 поляк.
2 березня 1945 року в Мриглодах та сусідній Грушці відбувся бій між підрозділами УПА та прикордонними військами НКВС. У бою загинуло 62 вояків УПА, яких було поховано в урочищі Монастир біля села Верхрата.